# Seaton Burn
Seaton Burn is een dorp in Tyne and Wear in het Verenigd Koninkrijk. Het ligt ten noorden van de stad Newcastle upon Tyne. In de buurt van Seaton Burn ligt de kruising tussen de A1 en A19.